# Benjamin Whittaker
Benjamin Whittaker (West Bromwich, 6 de junio de 1997) es un boxeador británico que ha competido por Inglaterra en boxeo amateur y que el 30 de julio del año 2022 debutó como boxeador profesional.
Participó en los Juegos Olímpicos de Tokio 2020, obteniendo una medalla de plata en el peso semipesado. En los Juegos Europeos de Minsk 2019 obtuvo una medalla de plata en el mismo peso.
Ganó una medalla de bronce en el Campeonato Mundial de Boxeo Aficionado de 2019, en la categoría de 81 kg.
En el boxeo profesional lleva un récord de 9-0-1, con 6 nocauts. Conocido por sus movimientos espectaculares y su habilidad para provocar a sus rivales, Ben Whittaker es uno de los prospectos del boxeo más mediáticos del momento.

## Palmarés internacional
| Juegos Olímpicos   | Juegos Olímpicos      | Juegos Olímpicos  | Juegos Olímpicos |
| Año                | Lugar                 | Medalla           | Categoría        |
| ------------------ | --------------------- | ----------------- | ---------------- |
| 2020               | Tokio (Japón)         | Medalla de plata  | 81 kg            |
| Campeonato Mundial |                       |                   |                  |
| Año                | Lugar                 | Medalla           | Categoría        |
| 2019               | Ekaterimburgo (Rusia) | Medalla de bronce | 81 kg            |
| Juegos Europeos    |                       |                   |                  |
| Año                | Lugar                 | Medalla           | Categoría        |
| 2019               | Minsk (Bielorrusia)   | Medalla de plata  | 81 kg            |